# Hilara strakaiana
Hilara strakaiana är en tvåvingeart som beskrevs av Parvu 1993. Hilara strakaiana ingår i släktet Hilara och familjen dansflugor.
Artens utbredningsområde är Rumänien. Inga underarter finns listade i Catalogue of Life.